# Mujeres de fuego
Mujeres de fuego es una organización feminista de la ciudad de Cochabamba en Bolivia.Fue fundada el 8 de noviembre de 2016 y está compuesta por mujeres sobrevivientes de violencia machista y familiares de víctimas de feminicidio.

## Antecedentes
En Bolivia diversas organizaciones acompañan los procesos de denuncia y acompañamiento de sobrevivientes o familiares de víctimas de agresiones con razón de género que violan la Ley 348, esta labor se enmarca en las denuncias sobre las fallas del sistema judicial en el procesamiento de denuncias, así como de corrupción en los procesos, llegando en muchos casos a violarse los derechos de las víctimas y sus familias. El descontento social con esta situación ha sido visibilizado en acciones locales y nacionales como en la marcha de mujeres en contra de las violencias machistas y la corrupción en la justicia.

## Acciones de la organización
Mujeres de fuego ha organizado mítines y vigilias con el objetivo de garantizar los debidos procesos en casos de violencia machista. Realizan control social y acompañamiento a las víctimas y sus familias en los procesos que así lo requieren.En 2021 acompañaron a 130 mujeres.